# Tökéletes célpont 2.
A Tökéletes célpont 2. (Hard Target 2) 2016-os amerikai akciófilm, melyet Roel Reiné rendezett. A főszereplők Scott Adkins, Robert Knepper, Ann Truong, Rhona Mitra és Temuera Morrison. A film az 1993-ban bemutatott Tökéletes célpont folytatása, melyben Jean-Claude Van Damme alakította a főszerepet. 
A Tökéletes célpont 2. témája – elődjéhez hasonlóan – az embervadászat, a helyszín ezúttal Mianmar és Thaiföld esőerdővel borított vidéke. 
A filmet moziban nem vetítették, csupán DVD és BluRay lemezen jelentették meg, 2016. szeptember 6-án.

## Cselekmény
Wes Baylor (Scott Adkins) Los Angelesben megmérkőzik barátjával és riválisával, Jonnyval egy MMA meccsen. Dühében, amiért vesztésre áll, Wes megpróbálja kiütni ellenfelét, de képtelen uralkodni magán és ezzel akaratán kívül megöli barátját. A tragikus eset után elhagyja az Államokat és Thaiföldre költözik. Hat hónappal később Wes – akinek még mindig rémálmai vannak a végzetes este óta – thaiföldi klubokban vállal mérkőzéseket, hogy elterelje figyelmét emlékeiről. Egy üzletember, Aldrich (Robert Knepper) látja őt verekedni és egymillió dollárt ajánl fel neki egy MMA mérkőzésért cserébe. Mianmar őserdeibe érkezve azonban Wesnek szembesülnie kell azzal, hogy becsapták és egy illegális embervadászat áldozatává vált. A fegyvertelen férfit arra kényszerítik, hogy felfegyverzett üldözői elől meneküljön: a vadászok közé tartozik egy jómódú nő, Sofia (Rhona Mitra), a torreádor Mr. Esparto (Adam Saunders), Jacob "Texas" Zimling (Peter Hardy) és fia, Tobias Zimling (Sean Keenan), Maduka (Gigi Veliciat), a számítógépes játékokat tervező Landon (Jamie Timony), valamint Aldrich és annak jobbkeze, Madden (Temuera Morrison).
Maduka távcsöves puskával próbál végezni áldozatával, de Wes tőrbecsalja és pusztakézzel megöli őt. Menekülés közben Wes találkozik egy helyi nővel, Tha-val (Ann Truong), aki megígéri, hogy segít neki eljutni a határhoz. A vadászat előrehaladtával Aldrich komolyabb lőfegyverekkel szereli fel embereit és egy elrejtett GPS jeladó segítségével folyamatosan Wes nyomában van. Tha megöli Jacobot, Tobias – akit frusztrál, hogy hagyta meghalni apját – a többiek figyelmeztetése ellenére megpróbálja egyedül megölni a két üldözöttet, de egy aknamezőre tévedve felrobban. A robbanást követő káoszt kihasználva Wes és Tha egérutat nyer üldözői elől, hamarosan találkoznak Tha elveszett testvérével, aki korábban szintén egy hasonló vadászat áldozata volt.
Tha és testvére fogságba esnek, de Wes kiszabadítja őket. Tha és Sofia megküzd egymással, melynek során Tha végez ellenfelével. Aldrich megöli Landont, aki a szigorú tiltás ellenére telefonnal végig rögzítette a vadászatot. A határhoz érve a menekülők kettéválnak; Tha és testvére Mr. Espartóval végez, miközben Wes egy hajóval az Aldrich által lefizetett hadsereg elől menekül. A két ország határát összekötő hídon kerül sor a végső leszámolásra: Wes legyőzi Maddent, Tha pedig lefizeti a mianmari hadsereget, akik átállnak az üldözöttek oldalára és agyonlövik Aldrichet.
A film utolsó jelenetében Wes és Tha MMA-t tanít thai gyerekeknek.

## Szereplők
| Színész          | Szerep           | Magyar hang      |
| ---------------- | ---------------- | ---------------- |
| Scott Adkins     | Wes Baylor       | Szatory Dávid    |
| Robert Knepper   | Jonah Aldrich    | Kaszás Gergő     |
| Ann Truong       | Tha              | Gáspár Kata      |
| Rhona Mitra      | Sofia            | Bognár Gyöngyvér |
| Temuera Morrison | Madden           | Faragó András    |
| Amarin Cholvibul | Win              | Szalay Csongor   |
| Adam Saunders    | Esparto          | Fehér Tibor      |
| Troy Honeysett   | Jonny Sutherland | Renácz Zoltán    |
| Peter Hardy      | Jacob Zimling    | Barbinek Péter   |
| Sean Keenan      | Tobias Zimling   | Czető Roland     |